# الدوري المكسيكي الممتاز 1979-80
الدوري المكسيكي الممتاز 1979-80 (بالإسبانية: Primera División de México 1979-80)‏ هو موسم من الدوري المكسيكي الممتاز. كان عدد الأندية المشاركة فيه 20، وفاز فيه كروز آزول.